# مهدی فدایی مهربانی
مهدی فدایی مهربانی (۲۸ شهریور ۱۳۶۱ در شهر ری) نویسنده،‌مترجم و پژوهشگر ایرانی حوزه فلسفه، عرفان و فلسفه سیاسی و عضو هیئت علمی گروه علوم سیاسی دانشگاه تهران است. او از برگزیدگان دومین دورۀ جشنواره فارابی، کتاب سال جمهوری اسلامی ایران و برگزیدۀ چهارمین دورۀ جایزۀ گام اول است. 

## زندگی
او تحصیلات خود را در دانشگاه‎‌های آزاد اسلامی واحد کرج و دانشگاه تهران به سرانجام رسانده و هم اکنون عضو هیئت علمی گروه علوم سیاسی دانشگاه تهران است. فدایی مهربانی از سال ۲۰۱۷ تا ۲۰۱۸ نیز با راهنمایی ویلیام چیتیک به عنوان پژوهشگر مهمان دانشگاه استونی بروک در شهر نیویورک مشغول به تحقیق و پژوهش بوده است.

## کتابشناسی

### تألیفات
- پیدایی اندیشه سیاسی عرفانی در ایران؛ از عزیز نسفی تا صدرالدین شیرازی، نشر نی، ۳۱۴ صفحه، ۱۳۸۸.
- ایستادن در آن سوی مرگ؛ پاسخ‌های کربن به هایدگر از منظر فلسفهٔ شیعی، نشر نی، ۵۶۸ صفحه، ۱۳۹۲.
- حکمت، معرفت و سیاست در ایران؛ اندیشه سیاسی عرفانی در ایران، از مکتب اصفهان تا حکمای الهی معاصر، نشر نی، ۵۵۲ صفحه، ۱۳۹۳.[۵]
- چه باشد آنچه خوانندش سیاست؟، نشر فلات، ۵۷۶ صفحه، ۱۳۹۴.[۶]
- الاهیات سیاسی در یهودیت، انتشارات پژوهشگاه فرهنگ و اندیشه اسلامی، ۵۸۸ صفحه، ۱۴۰۳.

### ترجمه‌ها
از  فارابی
- جمع میان آرای دو فیلسوف؛ افلاطون الاهی و ارسطو، انتشارات دانشگاه تهران، ۱۰۲ صفحه، ۱۳۹۹.

از سید حسین نصر
- کلام فلسفی در دورۀ میانه و پس از آن، نشر فلات، ۷۱۶ صفحه،۱۴۰۴.
- فلسفه اسماعیلی در عصر کلاسیک؛از جابر بن حیان تا نصیرالدین طوسی، نشر فلات، ۵۷۹ صفحه، ۱۴۰۲.
- از زرتشت تا خیام، نشر فلات، ۵۶۸ صفحه، ۱۴۰۰.